# Christoph Heinrich Kniep

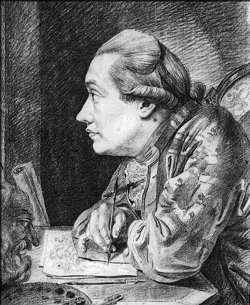
Christoph Heinrich Kniep, självporträtt.

Christoph Heinrich Kniep, född den 29 juli 1748 i Hildesheim, död den 11 juli 1825 i Neapel, var en tysk målare.
Kniep studerade i Hannover, Hamburg och Berlin, varefter han reste till Italien. Efter att med Goethe ha besökt Sicilien hamnade han i Neapel och levde där tillsammans med de tyska målarna Johann Heinrich Wilhelm Tischbein och Jacob Philipp Hackert. Kniep blev slutligen professor vid akademien. Han målade i akvarell små landskap med figurstaffage.